# Kurt Mathias von Leers

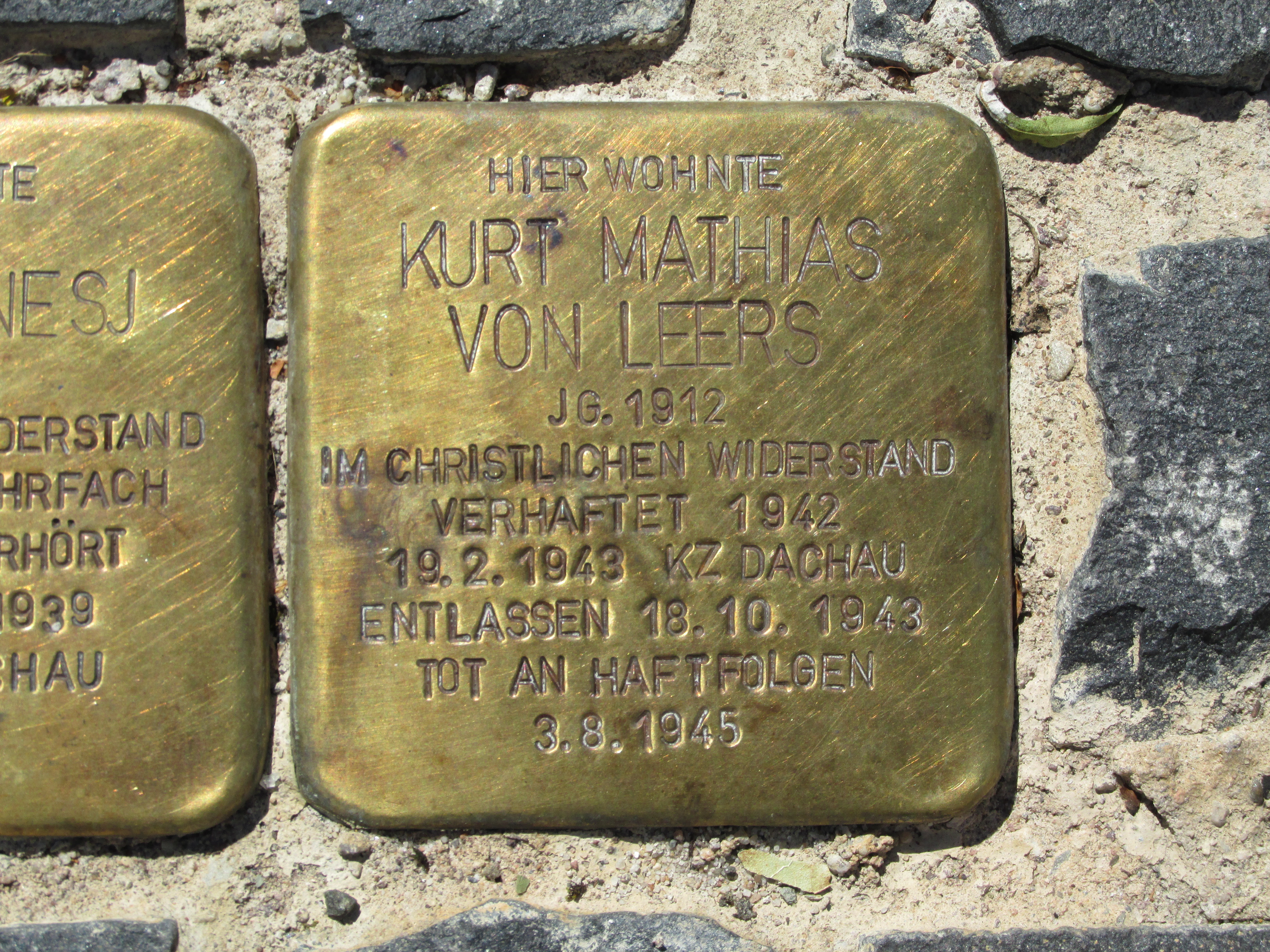
Der Stolperstein für Kurt Mathias von Leers vor der Philosophischen-Theologischen Hochschule St. Georgen in Frankfurt-Sachsenhausen

Kurt Mathias Bogislav Adolf Magnus Gustav Ulrich von Leers (* 22. Juli 1912 in Geudertheim; † 3. August 1945 in Todtmoos) war ein deutscher römisch-katholischer Theologiestudent und Priesteramtskandidat des Bistums Osnabrück, der an den Folgen seiner KZ-Haft verstarb und daher als Märtyrer gilt.

## Leben
Kurt Mathias von Leers entstammte der 1791 in den Reichsadelsstand erhobenen ursprünglichen Kaufmanns- und späteren Mecklenburger Gutsbesitzerfamilie Leers. Er war der jüngste Sohn von Kurt (Alfred August Constantin Leopold Heino) von Leers aus dem Haus Schönfeld (* 12. August 1871 in Demmin; † 1917) und seiner Ehefrau Elisabeth Ida Auguste, geb. von Buch (* 3. September 1877 in Strehlen (Dresden); † 1940). Der nationalsozialistische Publizist Johann von Leers war sein ältester Bruder.
Nach dem frühen Tod seines Vaters im Ersten Weltkrieg wuchs er bei Verwandten auf dem Gut Schimm auf. Schon als Jugendlicher der katholischen Kirche zugetan, konvertierte er am 22. August 1930 in Rostock. Er arbeitete zunächst als privater Sprachlehrer und ehrenamtlich in der katholischen Jugendarbeit. Eine Zeit lang war er Präfekt der katholischen Jugend im Dekanat Mecklenburg, das damals zum Bistum Osnabrück gehörte.
1938 begann er ein Theologiestudium mit dem Ziel, Priester im Bistum Osnabrück zu werden, zunächst an der Universität Münster, ab 1939 an der Philosophisch-Theologischen Hochschule Sankt Georgen der Jesuiten in Frankfurt am Main.
Im November 1942 wurde er unter dem Verdacht, Jesuit zu sein und staatsfeindliche Reden gehalten zu haben, zusammen mit dem Jesuitenpater Kurt Dehen und dem Alumnen Mainulf von Mallinckrodt verhaftet und in das Frankfurter Gestapo-Gefängnis gebracht. Unter Folter versuchte die Gestapo, von Leers zu Aussagen gegen die Leitung von St. Georgen zu bringen, was jedoch nicht gelang. Durch die Verhöre geschwächt, brach bei ihm Tuberkulose aus. Am 19. Februar 1943 wurde er in das KZ Dachau verlegt. Sein Bruder Johann von Leers versuchte ihm unter der Bedingung der Lossagung von der katholischen Kirche zur Freilassung zu verhelfen, was Kurt von Leers ablehnte. Im August 1943 wurde er aus der Haft entlassen, musste jedoch noch bis Oktober 1943 im Lagerlazarett behandelt werden.
Bischof Hermann Wilhelm Berning ließ von Leers in ein Sanatorium nach Todtmoos bringen, wo sich sein Zustand nach kurzer Besserung wieder verschlechterte, so dass er hier im August 1945 verstarb, ohne sein Ziel, Priester zu werden, erreicht zu haben.
Weil er wegen seines Eintretens für den Glauben in Gestapo- und KZ-Haft gekommen war und an deren Folgen starb, gilt er in der katholischen Kirche als Märtyrer und wurde im Jahr 1999 in das im Auftrag der Deutschen Bischofskonferenz erstellte deutsche Martyrologium des 20. Jahrhunderts aufgenommen.